# マーカス・サミュエル
初代ベアーステッド子爵マーカス・サミュエル（Marcus Samuel, 1st Viscount Bearsted, JP、1853年11月5日 - 1927年1月17日）は、イギリスの実業家である。ロイヤル・ダッチ・シェルの前身の一つであるシェル・トランスポート・トレーディング・カンパニーを設立した。

## 生涯
サミュエルはロンドン・ホワイトチャペルで、イラク系ユダヤ人の家に生まれた。同名の父マーカス・サミュエルは極東との貿易を行うM・サミュエル・アンド・カンパニー(M. Samuel & Co.)を営んでいた。M・サミュエル・アンド・カンパニーは、日本の金借款を1897年にロンドンで初めて発行し、日本の市債の導入をし、日本の石炭貿易の発展に大きく貢献した。
サミュエルはエドモントンとブリュッセルで教育を受け、セイロン、海峡植民地、シャム、フィリピン、中国、日本などのアジア各地を訪問した。その後、サミュエルは弟のサミュエル・サミュエルと共に父の事業を引き継いだ。
1890年、探鉱のためにコーカサスへ行き、ここで石油市場の可能性に気づいた。1891年、ロスチャイルド家が保有するブニト社と9年間の独占契約を結び、同社のケロシンのスエズ運河以東への販売権を得た。サミュエルは、スエズ運河を通過可能なタンカーを建造した。最初の船「ミューレックス」(Murex)は1892年7月22日にウェスト・ハートルプールからバトゥミに向けて出港してケロシンを積み込んだ。この船は8月23日にスエズ運河を通過し、シンガポールとバンコクの貯蔵施設に運ばれたケロシンは小売りされた。その後、サミュエルは貝の名前をつけた10隻の船を追加で建造した。1895年には東ボルネオ島のクテイ地区での採掘権を得て、1897年に石油が発見された。
1897年に会社を法人化した。社名は、父が貝殻(shell)を加工した工芸品から商売を始めたことにちなみ、シェル・トランスポート・アンド・トレーディング・カンパニー(Shell Transport and Trading Company)とした。ケント州の治安判事を務めた後、ポートサイドで座礁したイギリス海軍の戦艦「ヴィクトリアス」をシェル社の保有する船が救助したことにより、1898年にナイトの爵位を授与された:63,117,123-124。
サミュエルは、シティ・オブ・ロンドンの市政にも長く関わった。1891年にポートソケンの議員に選出され、1894年10月から1895年9月までシティ・オブ・ロンドンの保安官を務めた。保安官在任中、シティ・オブ・ロンドンとロンドン都市圈を1889年に設立されたロンドン郡議会に吸収させてロンドンを統一する構想において主導的役割を果たした。1902年11月から1903年11月までロンドン市長を務めた。1903年に準男爵に叙せられた。市長在任中、イギリスのいくつかの都市を公式訪問した。1902年11月下旬にニューカッスル・アポン・タインを訪れた後、シェル社の蒸気船の進水に立会い、タイン川を下ってエルスウィックの工場を訪問した。
サミュエルの会社は1907年にオランダのロイヤル・ダッチ石油と経営統合して持株会社ロイヤル・ダッチ・シェルとなった:126-127。
1921年、第一次世界大戦におけるイギリスへの貢献によりケント州メードストンのベアーステッド男爵に叙任された:175。1925年にベアーステッド子爵に昇格した。

## 私生活

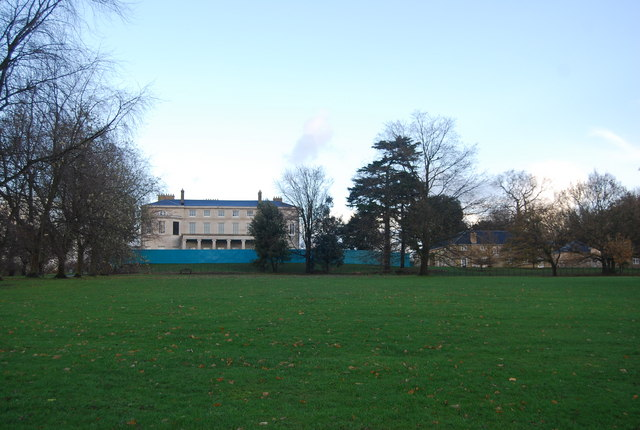
ムート・パークのサミュエルの別荘

サミュエルは1881年、ベンジャミン・ベンジャミンの娘、ファニー・エリザベス・ベンジャミン(Fanny Elizabeth Benjamin)と結婚した。ファニーは、1902年11月にニューカッスルで進水したシェル社の蒸気タンカー「シルバーリップ」の名付け親となった。
サミュエルは毎朝ハイド・パークを散歩していた。サミュエルは、ケント州に500エーカーの別荘地「ムート」を保有していた:70。